# 海盗号环形山
海盗号环形山是火星上的一座环形山。火星車機會號曾經在2005年3月探測過這個撞擊坑。位於子午線高原，埃里伯斯撞擊坑以北，沃斯托克撞擊坑以南。

## 其它機會號探測過的撞擊坑

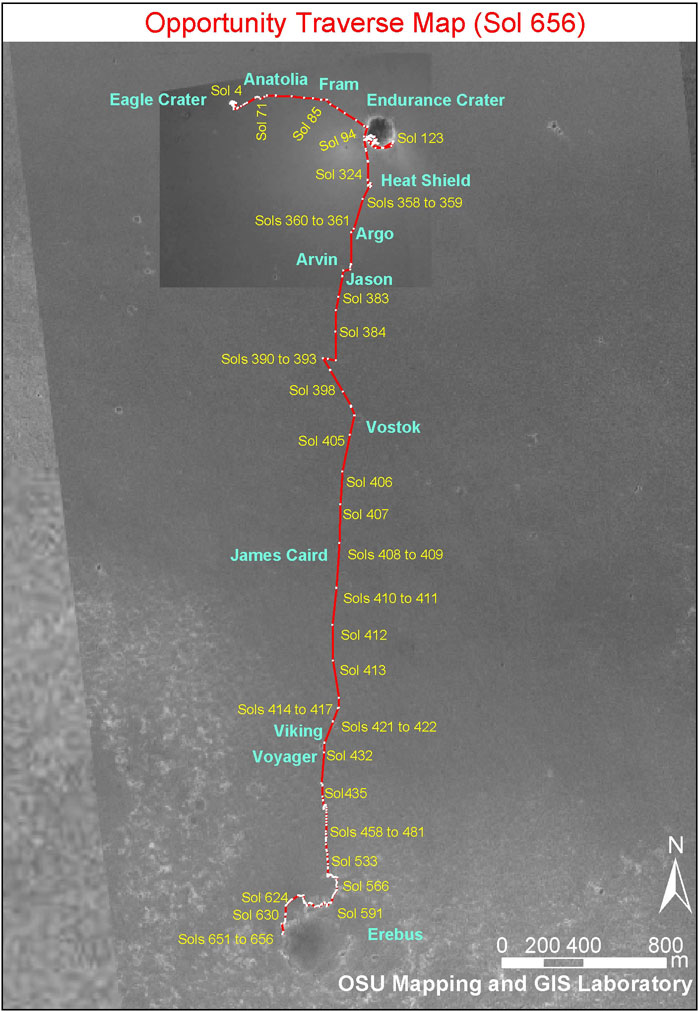
機會號的路線圖

- 艾里撞擊坑 - 直徑40公里，位於機會號西南西方約375公里。
  - 艾里-0 - 艾里撞擊坑內的小撞擊坑，是火星本初子午線的定義點。
- 阿爾戈撞擊坑 - 機會號曾探測
- 小獵犬撞擊坑 - 機會號曾探測
- 比爾撞擊坑
- 鷹撞擊坑 - 機會號登陸地點，直徑30公尺
- 艾瑪迪安撞擊坑 - 機會號曾探測
- 堅忍撞擊坑 - 機會號曾探測
- 厄瑞玻斯撞擊坑 - 機會號曾探測
- 梅德勒撞擊坑
- 維多利亞撞擊坑 - 機會號正在探測中，直徑750公尺
- 沃斯托克撞擊坑 - 機會號曾探測

## 请参阅
- 火星探测漫游者
- 机遇号
- 海盗号

## 相关链接
- 火星探测漫游者 （页面存档备份，存于）